# Prosopis pugionata

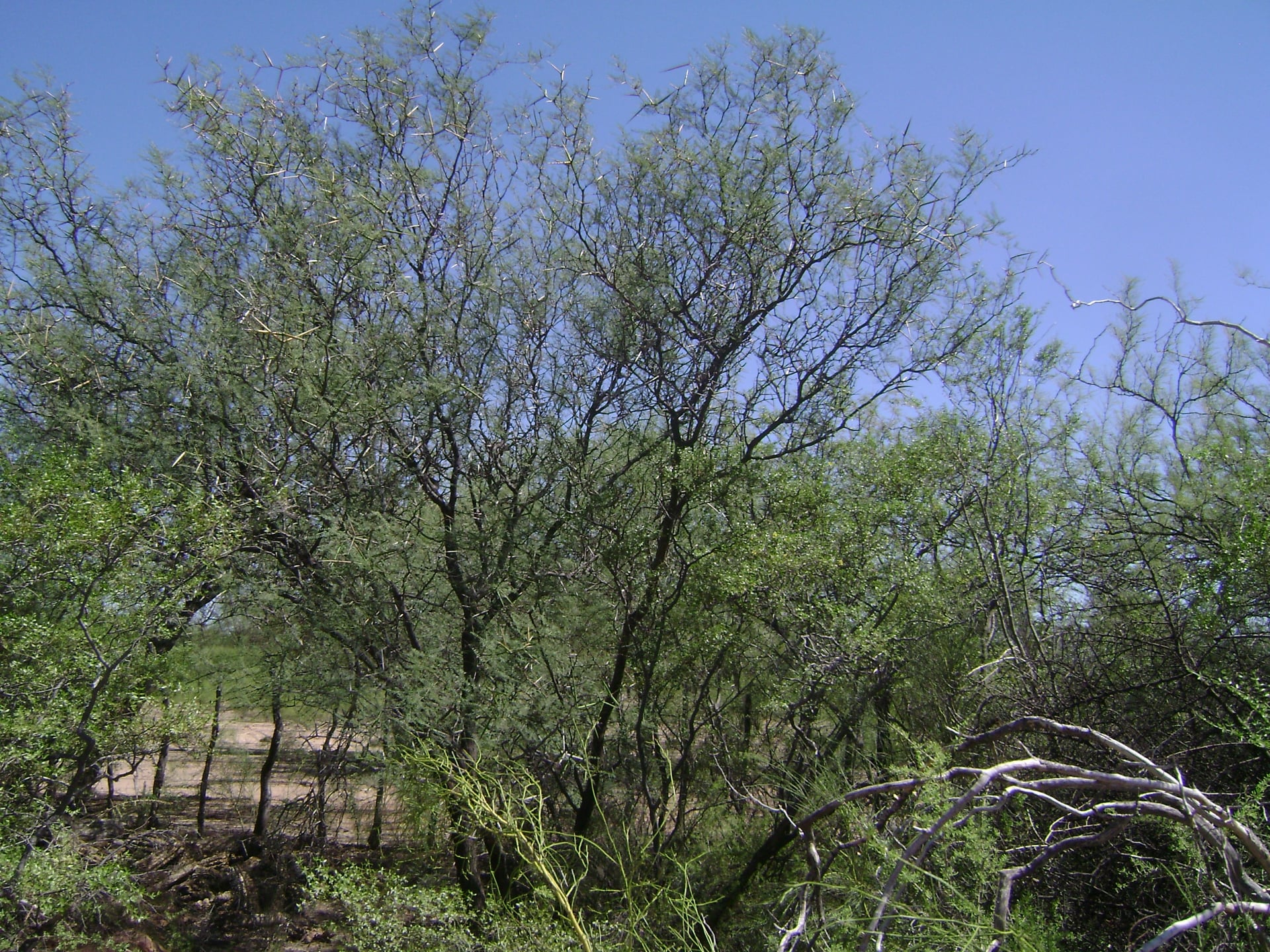
Híbrido entre Prosopis pugionata y otra especie de este género.

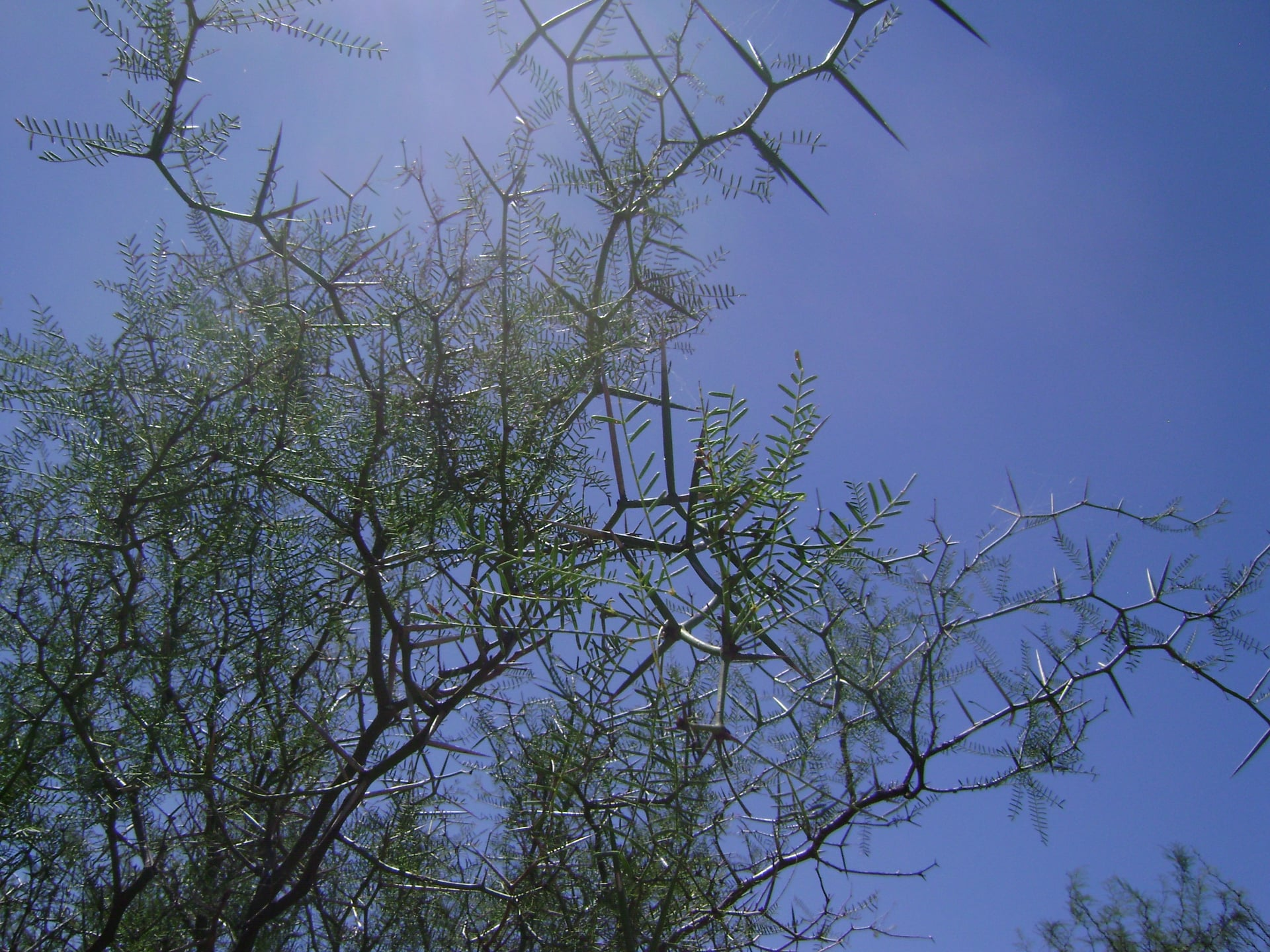
Ramas, espinas y hojas de un híbrido entre Prosopis pugionata y otra especie de este género.

El algarrobo de las salinas, árbol blanco o alpataco (Prosopis pugionata) es una especie arbórea perteneciente al género de la familia de las fabáceas Prosopis. Es endémica de suelos salinos del oeste Argentino, en las provincias de Córdoba, Catamarca, Santiago del Estero, La Rioja, San Juan, San Luis y Mendoza.  

## Distribución
Se distribuye en regiones áridas y semiáridas del oeste de la Argentina, de donde es endémico. Es una halófita obligada, es decir que siempre se la va a encontrar en suelos aunque sea algo salobres. El lugar donde más se lo encuentra es el perisalino de las Salinas Grandes, aunque en general se lo puede ver en suelos salitrosos del chaco árido y su transición con el monte. 

## Características
Es un árbol pequeño o mediano, varias veces arbusto, de 2 a 6m de alto, dotado de grandes espinas, con tronco cubierto por corteza rugosa y de color marrón oscuro, aunque por lo general y debido al tamaño que alcanzan tiende a ser lisa, de 20 a 30 cm de diámetro. La copa es redondeada, formada por ramas que jóvenes son verdosas, a veces rojizas, algo flexuosas, pobladas de espinas vigorosas, cónicas, subuladas entre 2-9,5 cm long. Las ligeras hojas se presentan uni o biyugadas. Las flores están dispuestas en racimos. El fruto es una legumbre linear, de bordes algo ondulados y color pajizo con manchas violetas, algo engrosada, de una longitud de entre 9 y 11 cm de largo y un ancho de entre 8 y 10 mm. Resiste muy bien la sequía y los suelos salitrosos. Desarrolla sistemas radiculares profundos. Su madera es dura, densa y durable, aunque poco aprovechable debido a que esta especie suele tener un tronco poco grueso y crece lento.
Un dato importante, es que en el perisalino de las Salinas Grandes, es medianamente común ver híbridos con otros Prosopis, principalmente P. nigra, P. flexuosa y híbridos entre ambos. Estas últimas especies mencionadas debido a las condiciones climáticas y edáficas de la zona, tienden a ser árboles pequeños, ralos y sufridos, aunque cuando se hibridan con el algarrobo de las salinas, que es de un porte no muy grande, llegan a un tamaño más grande y con un porte más vigoroso. Estos híbridos morfológicamente son más parecidos al P. pugionata, poseen espinas generalmente más grandes, copa más abierta, ramas y espinas de un color verde más claro, hojas más grandes, mayor vulnerabilidad al ataque de insectos que consuman madera ("taladrillo"), ramas más débiles y flexuosas, tronco generalmente más oscuro, grisáceo y agrietado.

## Taxonomía
Prosopis pugionata fue descrito en el año 1949 por el botánico argentino Arturo Eduardo Burkart.
Etimología
Etimológicamente, el nombre genérico Prosopis proviene del griego antiguo y podría significar ‘hacia la abundancia’ ("pros" = ‘hacia’ y "Opis" = ‘diosa de la abundancia y la agricultura’).
pugionata: epíteto latino que hace alusión a un puñal, se da debido a las espinas de la especie.    